# نمودار ارتفاع-سرعت بالگرد

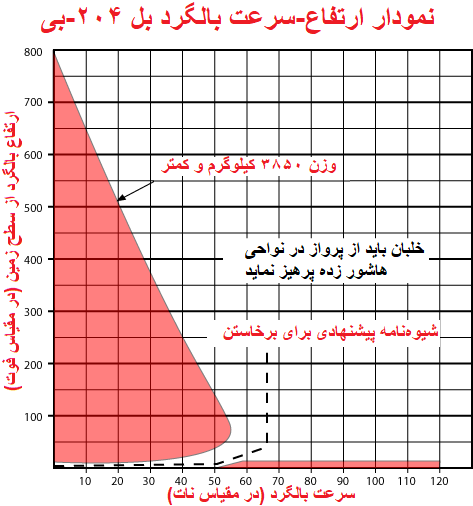
نمودار ارتفاع-سرعت برای بالگرد بل ۲۰۴. بخش هاشور زده این نمودار که به رنگ قرمز دیده می‌شود، همان «منحنی مرگ» است. خلبان باید از حضور در این مساحت از نمودار پرهیز نماید. ناحیه ناامن برای خودگردی در گوشهٔ بالا سمت چپ دیده می‌شود در آن ناحیه از نمودار، سرعت کافی برای خودگردی فراهم نیست. زیرا ارتفاع بالگرد بسیار زیاد و سرعت آن کم است. همچنین ناحیه ناامن هنگام دور شدن از زمین را نشان می‌دهد که در پایین سمت راست تصویر به‌صورت یک خط باریک قرمز دیده می‌شود و به دلیل این است که خلبان فرصت کافی برای واکنش را نخواهد داشت. زیرا سرعت بالگرد بسیار زیاد و ارتفاع آن کم است.

نمودار ارتفاع-سرعت بالگرد (به انگلیسی: Helicopter height–velocity diagram) که در اداره هوانوردی فدرال به «نمودار ارتفاع-سرعت» و همچنین با نام «منحنی اچ‌وی» (H/V curve) شناخته می‌شود، یک شیوه‌نامهٔ امنیتی است که شرایط پرواز امن و ناامن را بسته به نوع هر بالگرد در یک برگه در اختیار خلبان قرار می‌دهد. پرواز در ناحیهٔ هاشور زده از این نمودار ممکن است مرگبار باشد و امکان از دست رفتن موتور یا گیربکس یا سقوط با برخورد سخت به زمین وجود دارد؛ از این رو به آن لقب منحنی مرگ داده‌اند.
نمودار ارتفاع-سرعت، ترکیبی از دو کمیت ارتفاع و سرعت است تا در صورت نیاز به فرود اضطراری، خلبان فرصت کافی را در اختیار داشته باشد. انجام پرواز در بازهٔ هاشور زدهٔ این نمودار برای خلبان و سرنشینان خطرناک است. زیرا ممکن است خلبان فرصت کافی برای ورود به فاز خودگردی در آن شرایط از پرواز را نداشته باشد؛ نمودار ارتفاع-سرعت یک دستور دربارهٔ شیوهٔ درست برخاستن از زمین نیز دارد و نشان می‌دهد که خلبان بالگرد باید چگونه از ارتفاع صفر و سرعت صفر برخیزد و به حالت پرواز کروز برسد.
برای نمونهٔ بی‌خطر، شرایطی را تصور می‌کنیم که بالگرد اندکی پیش از فرود در ارتفاع حدوداً ۱٫۵ متری از سطح زمین، موتور خود را از دست می‌دهد. در این لحظه خلبان می‌تواند با پایین آوردن اهرم کلکتیو، تکانه زاویه‌ای را به نیروی برآر تبدیل کند تا این ۱/۵ متر را به سلامت به سوی پایین حرکت کند و فرودی نرم داشته باشد. متقابلاً اگر موتور در این لحظه از کار بیفتند، از دست رفتن کامل توان موتور و فرود سخت از ارتفاع ۱٫۵ متری می‌تواند نیز اندکی خرابی به بار خواهد آورد و احتمالاً جان سرنشینان به خطر نخواهد افتاد. بالگردهای دوموتوره که توان پرواز با یک موتور را دارند، در چنین شرایطی به مشکل برنمی‌خورند و درصورت از دست رفتن یک موتور، موتور دوم آن بالگرد را به‌صورت عادی بر زمین می‌نشاند.
در یک حالت خطرناک، برای نمونه شرایطی را فرض می‌کنیم که سرعت بالگرد رو به افزایش است ولی ارتفاع آن افزایش نمی‌یابد، اگر نقص موتوری یا شرایط اضطراری پیش بیاید، خلبان فرصت کافی برای پاشنه‌نشینی نخواهد داشت تا از برخورد سخت با زمین جلوگیری نماید؛ بنابراین بالگرد به زمین خواهد خورد که در این صورت اسکید _تیرک‌های فرود بالگرد) به زمین گیر خواهد کرد و بالگرد پس از چپ کردن، بر روی زمین می‌غلتد و متلاشی می‌شود؛ بنابراین خلبان باید در سرعتهای بالا، ارتفاع خود را نیز افزایش دهد تا فرصت کافی برای پاشنه‌نشینی داشته باشد. به همین دلیل است که در سمت راست ناحیهٔ هاشور زده در نمودار، یک گرادیان کم‌عمق دیده می‌شود.

درحالت خودگردی در نزدیکی زمین، اگر سرعت زیاد باشد و بالگرد وارد نمودار مرگ شود، برای جلوگیری از برخورد سخت و غلتیدن بر روی زمین، خلبان می‌تواند با تکنیک پاشنه‌نشینی، سرعت مازاد را به ارتفاع‌گیری تبدیل کند و از آن برای افزایش دور ملخ بهره ببرد. به این منظور باید با کشیدن سکان (سایکلیک) به سمت عقب، همانند یک خلبان هواپیما عمل کند تا بالگرد فرود سختی نداشته باشد.
به گونه‌ای مشابه عکس این معادله نیز صدق می‌کند. یعنی اگر ارتفاع بالگرد به‌صورت عمودی افزایش پیدا کند ولی سرعت به همان میزان افزایش نیابد، درصورتی که موتور در آن لحظه از کار بیفتند، سقوط ممکن است منجر به مرگ شود؛ بنابراین در ارتفاع‌های بالا، سرعت بالگرد باید در بازهٔ ایدئال ۷۵ تا ۱۵۰ کیلومتر درساعت باشد تا پیش‌نیاز کافی برای ورود به فاز نخست خودگردی فراهم شود. به همین دلیل است که برخاستن بالگردها از زمین به یک صورت مشابه انجام می‌پذیرد که خلبان باید سرعت و ارتفاع را با نسبتی معین شده در نمودار ارتفاع-سرعت انجام بدهد تا در هنگام خودگردی، سرعت کافی برای فرود فراهم باشد. این نمودار برای هر بالگرد، بسته به وزن، پهنا و بلندای تیغه‌های پروانه، وزن پروانه و آیرودینامیک بدنهٔ آن متفاوت است که توسط مهندسان ارائه می‌شود و توسط تیم‌های سازمان‌های امنیت هوانوردی، تأیید می‌گردد. این شرایط در بالگردها تقریباً به یک شکل مشاهده می‌شود که روند سرعت‌گیری و ارتفاع‌گیری آنها بر روی یک مسیر مایل انجام می‌پذیرد.